# Estatua de Samuel Sánchez

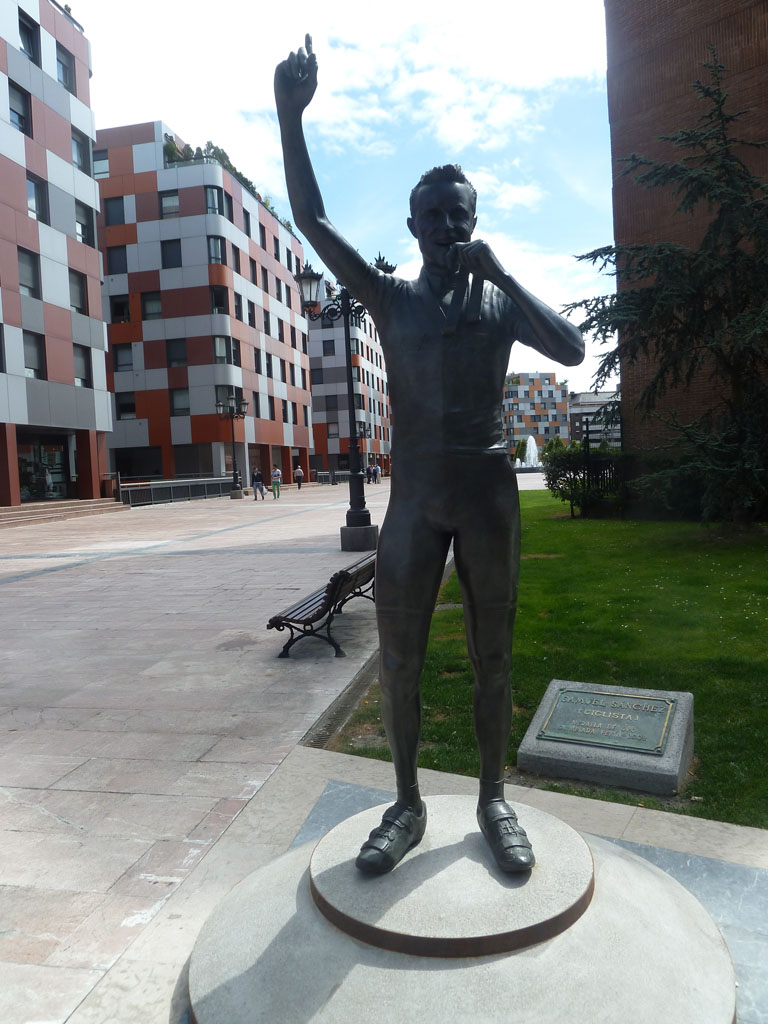
Estatua de Samuel Sánchez.

La estatua de Samuel Sánchez, ubicada en la calle Samuel Sánchez (antigua c/ Teniente Coronel Teijeiro) de la ciudad de Oviedo (capital de Asturias), en su confluencia con La Losa, en la ciudad de Oviedo, Principado de Asturias, España, es una de las más de un centenar de esculturas urbanas que adornan las calles de la mencionada ciudad española.
El paisaje urbano de esta ciudad se ve adornado por obras escultóricas, generalmente monumentos conmemorativos dedicados a personajes de especial relevancia en un primer momento, y más puramente artísticas desde finales del siglo XX.
La escultura, hecha en bronce, es obra de Antonio Diego Granado, y está datada en 2010. El diseño de la obra es del propio autor, realizado para la constructora Sacyr, que la donó al Ayuntamiento de Oviedo, que decidió, el 1 de julio de 2010, en Junta de Gobierno,  hacerse cargo de los gastos de la reproducción de la obra.
La  escultura, de tamaño natural representa al ciclista local Samuel Sánchez, en el momento de recibir la medalla de oro en los Juegos Olímpicos de Pekín. La estatua de bronce se sitúa sobre un pedestal bajo y circular. Tras la estatua, en el borde de un espacio verde hay una placa con la siguiente inscripción: 

SAMUEL SÁNCHEZ (CICLISTA) MEDALLA DE ORO OLIMPIADA PEKÍN-2008.